# Сельское поселение «Зюльзинское»
Се́льское поселе́ние «Зюльзинское» — муниципальное образование в Нерчинском районе Забайкальского края Российской Федерации.
Административный центр — село Зюльзя.

## История
Статус и границы сельского поселения установлены Законом Читинской области от 19 мая 2004 года «Об установлении границ, наименований вновь образованных муниципальных образований и наделении их статусом сельского, городского поселения в Читинской области».

## Население
| 2010  | 2011  | 2012  | 2013  | 2014  | 2015  | 2016  |
| ----- | ----- | ----- | ----- | ----- | ----- | ----- |
| 1936  | ↘1929 | ↘1891 | ↘1889 | ↘1875 | ↘1854 | ↘1846 |
| 2017  | 2018  | 2019  | 2020  | 2021  |       |       |
| ↘1830 | ↘1809 | ↘1767 | ↘1758 | ↘1672 |       |       |

## Состав сельского поселения
| № | Населённый пункт | Тип населённого пункта       | Население |
| - | ---------------- | ---------------------------- | --------- |
| 1 | Зюльзикан        | село                         | ↘326      |
| 2 | Зюльзя           | село, административный центр | ↘1416     |